# Dion Charles
Dion Elie Charles (sinh ngày 7 tháng 10 năm 1995) là một cầu thủ bóng đá chuyên nghiệp hiện tại đang thi đấu ở vị trí tiền đạo cho câu lạc bộ Bolton Wanderers tại EFL League One. Sinh ra tại Anh, anh đại diện cho Đội tuyển bóng đá quốc gia Bắc Ireland.

## Sự nghiệp thi đấu

### Blackpool
Charles được sinh ra tại Preston, Lancashire. Sau khi vượt qua đội trẻ của câu lạc bộ Blackpool, anh có tên trên băng ghế dự bị, trong trận gặp Barnsley ở mùa giải 2013–14, kết thúc với thắng lợi 1–0 tại sân vận động Bloomfield Road vào ngày 10 tháng 8 năm 2013.

### AFC Fylde
Trước khi rời Blackpool, Charles đã gia nhập câu lạc bộ AFC Fylde tại Conference North theo hợp đồng kéo dài 1 năm. Vào ngày 12 tháng 8 năm 2014, anh ra mắt đội bóng trong trận thua 0-3 trước Stalybridge Celtic, vào sân thay cho Richie Allen ở phút thứ 80. Anh ghi bàn thắng đầu tiên trong chiến thắng 5–0 trước Colwyn Bay 13 ngày sau. Anh ghi thêm 3 bàn thắng nữa trước khi gia nhập Skelmersdale United theo dạng cho mượn một tháng vào tháng 11.
Vào ngày 15 tháng 8 năm 2015, Charles mở đầu chiến dịch mùa giải 2015–16 của mình bằng 2 bàn thắng trong trận hòa 2–2 trước Gainsborough Trinity. Cùng ngày, anh ấy đã ký một hợp đồng mới có thời hạn hai năm, đồng thời được gọi triệu tập vào đội tuyển Anh C. Vào ngày 23 tháng 1 năm 2016, Charles ghi bàn thắng thứ 10 trong mùa giải của mình, trong trận thua 3–2 trên sân nhà trước Worcester City.

### Fleetwood
Vào ngày 11 tháng 7 năm 2016, Charles gia nhập Fleetwood Town tại EFL League One theo bản hợp đồng hai năm. Một ngày sau, câu lạc bộ cũ của Charles, AFC Fylde đã chỉ trích Fleetwood Town, sau khi họ tin rằng cầu thủ này vẫn còn hợp đồng với câu lạc bộ National League North. Vào tháng 9 năm 2015, Fylde thông báo rằng Charles đã ký hợp đồng mới có thời hạn hai năm, tuy nhiên, Hiệp hội bóng đá Anh đã ra mắt và thông báo rằng không có bằng chứng nào về việc này. Do đó, điều này có nghĩa là Fleetwood đủ điều kiện để ký hợp đồng với anh ấy theo dạng chuyển nhượng tự do. Vào ngày 9 tháng 11 năm 2016, anh ra mắt trong trận đấu thuộc khuôn khổ EFL Trophy gặp Carlisle United, Fleetwood thua 4–2 trên sân khách.
Vào ngày 18 tháng 3 năm 2017, Charles gia nhập Halifax Town tại National League North dưới dạng cho mượn cho đến khi kết thúc mùa giải 2016–17. Cùng ngày, anh có trận ra mắt trong trận thua 1-0 trên sân nhà trước Gloucester City, thi đấu 63 phút trước khi bị thay thế bởi Adam Morgan. Một tuần sau, anh ghi bàn thắng đầu tiên trong chiến thắng 3–0 trước FC United of Manchester, ghi bàn mở tỉ số ở phút thứ 10. Vào ngày 22 tháng 7, Charles tái gia nhập Halifax Town theo dạng cho mượn 6 tháng. Anh đã ra sân 12 lần trước khi trở lại Fleetwood vào tháng 1 năm 2018.

### Southport
Vào ngày 12 tháng 1 năm 2018, Charles gia nhập câu lạc bộ Southport tại National League North với một mức phí không được tiết lộ.

### Accrington Stanley
Vào ngày 12 tháng 8 năm 2019, Charles gia nhập Accrington Stanley theo bản hợp đồng hai năm với mức phí không được tiết lộ. 
Anh ra mắt đội bóng 5 ngày sau đó, khi vào sân thay người ở phút thứ 76 cho Courtney Baker-Richardson trong trận hòa 1-1 trước AFC Wimbledon. và vào ngày 20 tháng 8, anh ấy vào sân từ băng ghế dự bị sau 30 phút và ghi bàn trong trận thua 3–2 trên sân nhà trước Shrewsbury Town. Anh ấy đã ghi tổng cộng 9 bàn sau 40 trận trên mọi đấu trường, bao gồm bàn thắng gỡ hòa trên chấm 11m trong trận hòa 3–3 trước Bristol Rovers vào ngày 7 tháng 9, và một pha lập công trong chiến thắng 7–1 trên sân nhà trước Bolton Wanderers vào ngày 23 tháng 11, trong đó anh kiến tạo và kiếm được một quả phạt đền.
Trong mùa giải 2020–21, Charles là cầu thủ ghi bàn nhiều thứ 5 của League One với 19 bàn thắng, giúp Stanley cán đích ở vị trí thứ 11. Điều này bao gồm một cú hat-trick trong chiến thắng 6–1 trên sân nhà trước Bristol Rovers vào ngày 2 tháng 2 năm 2021.

### Bolton Wanderers
Vào ngày 1 tháng 1 năm 2022, Charles gia nhập Bolton Wanderers tại EFL League One theo bản hợp đồng kéo dài 3,5 năm với mức phí không được tiết lộ được báo cáo là 320.000 bảng Anh. Đây là lần đầu tiên kể từ khi Wanderers ký hợp đồng với đồng đội của Charles Josh Magennis vào năm 2018, câu lạc bộ đã trả phí chuyển nhượng cho một cầu thủ. Vào ngày 11 tháng 2 năm 2023, trong trận đấu thứ 5000 của Bolton tại giải đấu, anh lập một cú hat-trick, giúp đội nhà giành chiến thắng 5-0 trước Peterborough United. Vào ngày 2 tháng 4, anh ra sân ngay từ đầu trong trận Chung kết EFL Trophy 2023. Anh đã ghi bàn thắng thứ 2, giúp đội nhà đánh bại Plymouth Argyle 4-0 để giành chức vô địch của giải đấu. Charles ghi được 21 bàn thắng trong mùa giải 2022–23, số bàn thắng nhiều nhất đối với một cầu thủ Bolton trong một mùa giải sau 22 năm. Vào ngày 28 tháng 8 năm 2023, anh ký hợp đồng mới có thời hạn đến năm 2026.

## Sự nghiệp quốc tế
Vào tháng 3 năm 2021, Charles được gọi triệu tập lên Đội tuyển bóng đá quốc gia Bắc Ireland để chuẩn bị cho Vòng loại giải vô địch bóng đá thế giới 2022. Anh ra mắt quốc tế cho đội tuyển quốc gia nước này trong trận thua 2–1 trước Hoa Kỳ vào ngày 28 tháng 3 năm 2021. Thường được biết đến với cái tên "Churg" trong số những người ủng hộ Bắc Ireland, anh đã ghi bàn thắng quốc tế đầu tiên trong chiến thắng trước San Marino vào ngày 24 tháng 3 năm 2023.

## Thống kê sự nghiệp

### Quốc tế
Tính đến 20 tháng 6 năm 2023
| Đội tuyển quốc gia | Năm       | Trận | Bàn thắng |
| ------------------ | --------- | ---- | --------- |
| Bắc Ireland        | 2021      | 6    | 0         |
| Bắc Ireland        | 2022      | 7    | 0         |
| Bắc Ireland        | 2023      | 4    | 2         |
| Tổng cộng          | Tổng cộng | 17   | 2         |

## Bàn thắng quốc tế
Tỷ số và kết quả liệt kê bàn thắng đầu tiên của Bắc Ireland, cột điểm cho biết điểm số sau mỗi bàn thắng của Charles.
| # | Thời gian            | Địa điểm                                        | Đối thủ    | Ghi bàn | Kết quả | Giải đấu                                    |
| - | -------------------- | ----------------------------------------------- | ---------- | ------- | ------- | ------------------------------------------- |
| 1 | 24 tháng 3 năm 2023  | Sân vận động San Marino, Serravalle, San Marino | San Marino | 1–0     | 2–0     | Vòng loại giải vô địch bóng đá châu Âu 2024 |
| 2 | 24 tháng 3 năm 2023  | Sân vận động San Marino, Serravalle, San Marino | San Marino | 2–0     | 2–0     | Vòng loại giải vô địch bóng đá châu Âu 2024 |
| 3 | 21 tháng 11 năm 2023 | Windsor Park, Belfast, Bắc Ireland              | Đan Mạch   | 2–0     | 2–0     | Vòng loại giải vô địch bóng đá châu Âu 2024 |

## Danh hiệu
Bolton Wanderers
- EFL Trophy: 2022–23[29]